# Kedon Slovis
Kedon Slovis (* 11. April 2001 in Scottsdale, Arizona) ist ein US-amerikanischer American-Football-Spieler auf der Position des Quarterbacks. Er spielt für die Houston Texans in der National Football League (NFL). Zuvor spielte Slovis College Football von 2019 bis 2021 für die USC Trojans der University of Southern California, 2022 für die Pittsburgh Panthers der University of Pittsburgh und 2023 für die BYU Cougars der Brigham Young University.

## Karriere
Slovis wuchs in Arizona auf und besuchte die Desert Mountain High School in seiner Geburtsstadt. Dort war er in der Footballmannschaft als Quarterback aktiv. Einer seiner Trainer an der Schule war der ehemalige NFL-Quarterback Kurt Warner. Während seiner Highschoolzeit konnte er den Ball für 2542 Yards und 50 Touchdowns bei nur 11 Interceptions werfen. Des Weiteren wurde er ins 2018 PrepStar All-Western Region Team berufen. Als Highschoolquarterback konnte Slovis nicht sonderlich viel Aufmerksamkeit erregen, und dementsprechend erhielt er auch kaum Stipendienangebote großer Universitäten. Letzten Endes entschied er sich, nach seinem Highschoolabschluss ein Stipendium der University of Southern California aus Los Angeles, Kalifornien anzunehmen.
An der University of Southern California ist Slovis seit 2019 als Quarterback aktiv. Zunächst war er Backup für JT Daniels, nachdem dieser sich allerdings am Knie verletzte und für die restliche Saison ausfiel, wurde Slovis bereits in seinem ersten Jahr zum Stammspieler, und blieb dies auch. Bereits in seinem ersten Jahr konnte er so überzeugen und konnte den Ball für 30 Touchdowns werfen. Insgesamt kam er in seiner bislang in 18 Spielen zum Einsatz und konnte dabei den Ball für 5423 Yards und 47 Touchdowns bei nur 16 Interceptions werfen. Außerdem wurde Slovis 2019 zum Pac-12 Offensive Freshman of the Year ernannt und 2020 ins First-Team All-Pac-12 gewählt. Durch seine Leistungen gilt er inzwischen als eines der größten Talente seines Jahrgangs.
Am 13. Dezember 2021 entschied er sich, nachdem Lincoln Riley neuer Headcoach der Trojans wurde, USC zu verlassen und über das Transfer Portal zu einer anderen Schule zu wechseln. Daraufhin wechselte er zu den Pittsburgh Panthers der University of Pittsburgh. In Pittsburgh wurde er in seinem ersten Jahr Starter für die Panthers. So konnte er in 11 Spielen den Ball für 2397 Yards und 10 Touchdowns, jedoch bei neun Interceptions werfen. Im Dezember verkündete er jedoch, dass er erneut die Schule wechseln werde. So schloss er sich zur Saison 2023 als Graduate Transfer den BYU Cougars der Brigham Young University an. Auch bei den Cougars wurde Slovis auf Anhieb Stammspieler als Quarterback. In insgesamt acht Einsätzen konnte er den Ball für 1716 Yards und 12 Touchdowns bei nur sechs Interceptions werfen. In den letzten Saisonspielen wurde er jedoch durch Verletzungen ausgebremst und durch Jake Retzlaff ersetzt. Insgesamt kam er so in seiner College-Karriere auf 43 Einsätze, bei denen er den Ball für 11689 Yards und 80 Touchdowns bei 39 Interceptions warf.
Slovis wurde im NFL Draft 2024 nicht ausgewählt und schloss sich anschließend als Undrafted Free Agent den Indianapolis Colts an. Er wurde vor Saisonbeginn Ende August von den Colts entlassen und kurz darauf von den Houston Texans für ihren Practice Squad unter Vertrag genommen.